# Emesia Chizunga
Emesia Chizunga (ur. 3 marca 1954) – malawijska lekkoatletka specjalizująca się w biegu średniodystansowym.
Brała udział w biegu na 800 i 1500 metrów na Letnich Igrzyskach Olimpijskich 1972, w obu startach odpadając w eliminacjach. Była pierwszą kobietą, która reprezentowała Malawi na Letnich Igrzyskach Olimpijskich.